# Carl Reinhold Bråkenhielm
Carl Reinhold Carlsson Bråkenhielm, född 28 mars 1945 i Köpings församling, Västmanlands län, är en svensk präst, teolog och seniorprofessor i empirisk livsåskådningsforskning vid Uppsala universitet.

## Biografi
Bråkenhielm disputerade 1975 på en avhandling om samspelet mellan filosofi och religion. Han har under en lång forskarkarriär publicerat texter om religionsfilosofi, men också texter med medicinsk-naturvetenskapliga perspektiv och texter i vilka livsåskådningsforskning interagerar med konstnärligt material. Han har gett systematisk-teologiska och religionsfilosofiska bidrag, men också bidrag som aktualiserar kyrkans förhållande till samtiden.
Han ledde mellan 2013 och 2017 ett utbildnings- och forskningsprojekt om naturvetenskap och religion finansierat av John Templeton-stiftelsen i USA med syfte att vidareutbilda religiösa ledare i Sverige i naturvetenskap och hur resultat och teorier har och kan relateras till religiös tro. Projektet har resulterat i boken The Study of Science and Religion: Sociological, Theological and Philosophical perspectives.
Han var från 2020 fram till rådets nedläggning 2022 ordförande för Kärnavfallsrådet (Statens råd för kärnavfallsfrågor).